# Калининское (Гусевский район)
Калининское (до 1938 года — Аугштупёнен, нем. Augstupönen, с 1938 по 1946 год — Хохфлис, нем. Hochfließ) — посёлок в Гусевском городском округе Калининградской области.

## Власть
Является центром Калининского сельского поселения.

## Население
| 1910 | 1933 | 1939 | 2002 | 2010 |
| ---- | ---- | ---- | ---- | ---- |
| 445  | ↗448 | ↗487 | ↗578 | ↘540 |

## История
В 1938 году Аугштупёнен был переименован в Хохфлис.
В 1946 году Хохфлис был переименован в посёлок Калининское.